# 无限恩典有限公司
《无限恩典有限公司》（英語：Perpetual Grace, LTD）是一部美国新黑色惊悚电视连续剧，于2019年6月2日在Epix首播。
该剧由米高梅电视公司制作，联合创作者史蒂文·康拉德和布鲁斯·特里斯撰写每一集。主要演员包括本·金斯利、吉米·辛普森、路易斯·古斯曼、达蒙·赫里曼、克里斯·康拉德和杰克·韦弗；特瑞·奥奎恩、库特伍德·史密斯、蒂莫西·斯波尔和迈克尔·切努斯担任经常性角色。
2020年1月30日，Epix宣布该系列没有续订第二季。

## 前言
《无限恩典有限公司》讲述了 "詹姆斯，一个年轻的骗子，试图捕杀拜伦·布朗牧师，结果发现他比他怀疑的要危险得多"。